# Ostindustrie
Das SS-Wirtschaftsunternehmen Ostindustrie GmbH (OSTI) wurde im März 1943 vom Leiter des SS-Wirtschafts- und Verwaltungshauptamtes (WVHA) Oswald Pohl gegründet, um im Generalgouvernement eigene SS-Rüstungsbetriebe zu errichten und bestehende Privatbetriebe zu übernehmen, in denen jüdische Häftlinge gewinnbringend produzieren sollten. Obwohl die ökonomische Ausbeutung der rund 10.000 Zwangsarbeiter in acht Werken Gewinne erbrachte, wurde die OSTI schon acht Monate später aufgelöst. Ohne Rücksicht auf wirtschaftliche Belange wurde der Völkermord fortgesetzt und die eingesetzten jüdischen Zwangsarbeiter umgebracht.

## Situation
Zur Jahreswende 1941/42 war absehbar, dass der Krieg länger andauern würde. Für die Rüstungsindustrie wurden dringend Arbeitskräfte gesucht. Der Arbeitseinsatz von gefangenen russischen Soldaten konnte wegen des Massensterbens nicht ausreichen. Fremdarbeiter wurden angeworben oder verschleppt, um die Produktion aufrechterhalten zu können. Trotz der angespannten Lage begann die SS zur gleichen Zeit mit dem Bau von Vernichtungslagern und setzte jüdische Zwangsarbeiter unter derartig widrigen Lebensbedingungen ein, dass sie binnen weniger Wochen ausgezehrt waren und ihr Einsatz einer Vernichtung durch Arbeit gleichkam.
Am 19. Juli 1942 befahl der Reichsführer SS Heinrich Himmler dem Höheren SS- und Polizeiführer Friedrich Wilhelm Krüger die „Umsiedlung [d.h. Deportation in Vernichtungslager] der gesamten jüdischen Bevölkerung des Generalgouvernement bis zum 31. Dezember 1942“; lediglich einige Sammellager sollten bestehen bleiben. Dieser Befehl führte ausweislich des Höfle-Telegramms zur Ermordung von 1.274.166 Juden.

## Planungen
Im Oktober 1942 ordnete Himmler an, SS-eigene Rüstungsbetriebe als „KL-Großbetriebe im Osten des Generalgouvernements“ einzurichten, und fügte diesem Befehl die Erklärung bei: „Jedoch auch dort sollen eines Tages dem Wunsche des Führers entsprechend die Juden verschwinden“. Die Verlagerung von Privatbetrieben, die im Warschauer Ghetto mit angemieteten jüdischen Zwangsarbeitern produzierten, verlief nur schleppend. Im Januar 1943 ließ Himmler mit den Eigentümern der beiden größten Ghetto-Betriebe Verträge abschließen, um die Firmen „Walther C. Többens“ und „Schultz & Co GmbH“ in die Lager Poniatowa und Trawniki im Distrikt Lublin zu verlagern. Die Ghettobewohner sollten deportiert werden, bis auf zehntausend Zwangsarbeiter eines geplanten KZ Warschau, die anschließend alle Gebäude im Wohnviertel und die geräumten Fabriken abreißen sollten.
Diese Vorgaben wurden nicht in vollem Umfang umgesetzt, weil sich jüdische Widerständler im Januar 1943 gegen die anlaufenden Deportationen wehrten und im April der Aufstand im Warschauer Ghetto begann.

## Gründung der OSTI
Am 12. März 1943 schlossen Georg Lörner, Geschäftsführer des SS-Wirtschaftskonzerns Deutsche Wirtschaftsbetriebe GmbH (DWB), und Oswald Pohl einen Gesellschaftsvertrag zur Gründung der „Ostindustrie GmbH (OSTI)“ mit einem Stammkapital von 100.000 RM. Am 30. April 1943 wurde die OSTI in Berlin ins Handelsregister eingetragen. Als Geschäftsführer wurden SS- und Polizeiführer Odilo Globocnik und Max Horn vom WVHA eingesetzt. Nach Horns Angaben sollte die OSTI mit jüdischen Zwangsarbeitern kriegs- und rüstungswichtige Fertigungsstätten aufbauen und betreiben sowie das „bewegliche jüdische Vermögen“ verwerten, das durch die „Judenumsiedlung“ anfiel.

## Wirtschaftstätigkeit
Zuerst stellte die OSTI Geldforderungen an Privatunternehmen, die Maschinen und Geräte aus jüdischem Besitz übernommen hatten. Teilweise sperrten sich SS-Dienststellen, das von ihnen vereinnahmte jüdische Vermögen zu übergeben. Ein geordneter Abzug der Ghetto-Betriebe aus Warschau war wegen des Aufstandes unmöglich. Die geplante Errichtung eigener Werke verzögerte sich.
Noch vor Abschluss eines förmlichen Gesellschaftsvertrages hatte die OSTI aus jüdischem Besitz eine Glashütte in Wolomin an sich gebracht. Die rentable Produktionsstätte (Werk I) beschäftigte bis zu 645 polnische Zivilarbeiter, die auch später nicht durch jüdische Zwangsarbeiter ausgetauscht wurden.
Als Werk II wurde das Lager Dorohucza geführt, in dem mehrere Hundert jüdische Zwangsarbeiter Torf stachen und eine Torfverkokungsanlage installierten. Auf dem Gelände eines ehemaligen Flugplatzes beim KZ Majdanek wurden als Werk III eine Bürstenfabrikation und Korbflechterei eingerichtet; dort waren bis zu 1800 jüdische Zwangsarbeiter tätig. Das Werk IV bestand aus Betrieben in Radom und Bliżyn mit bis zu 5600 Zwangsarbeitern. Ein Großteil war mit der Produktion und Reparatur von Uniformen und Schuhwerk beschäftigt. Es gab daneben eine Tischlerei, Bürstenfabrikation, Kartonagenherstellung, einen Steinbruch und Torfabbau. In Lublin sollte mit Werk V ein „Eisenwerk“ entstehen, das mit metallverarbeitenden und elektrotechnischen Werkstätten eine eigene Rüstungsproduktion für den Bedarf der Luftwaffe aufbauen sollte. Im August 1943 wurden der OSTI zwei weitere Betriebsstätten in Lublin übertragen, eine Ziegelei samt Zementwerk und Kachelfabrik (Werk VII) sowie eine Orthopädiewerkstatt (Werk VIII). Die nach Trawniki verlagerten Werkstätten der Firma Schultz & Co wurden erst im September übernommen (Werk VI).
Auch im Herbst 1943 war die „Ostindustrie GmbH“ nur ein Torso aus untereinander nicht verzahnten Betrieben, die ihre geplante Produktivität noch nicht erreicht hatten.

## Liquidation
Mit dem Massaker am 3./4. November 1943, der „Aktion Erntefest“, wurde der OSTI die Arbeitsgrundlage entzogen. Nach dem Aufstand im Warschauer Ghetto hatten im August 1943 auch die Juden des Ghettos Białystok Widerstand geleistet; im selben Monat gab es eine Rebellion im Vernichtungslager Treblinka und im Oktober unternahmen Häftlinge im Vernichtungslager Sobibor einen Ausbruchsversuch. Diese Entwicklung scheint Himmler veranlasst zu haben, erhofften ökonomischen und machtpolitischen Gewinn durch SS-eigene Rüstungsbetriebe aufzugeben und die zu diesem Zweck aufgeschobene Ermordung der jüdischen Zwangsarbeiter sofort durchzuführen.
Im Zuge der „Aktion Erntefest“ wurden auch die Arbeiter der OSTI-Werke II, III, V, VI und VII ermordet. Oswald Pohl ordnete am 23. November 1943 die Liquidation der „Ostindustrie GmbH“ an, die sich bis zum Frühjahr 1944 hinzog. Einige Werkstätten wurden als Außenlager des KZ Majdanek weitergeführt, andere wurden den Deutschen Ausrüstungswerken oder der Zivilverwaltung übertragen.

## Deutungen
Die Geschichte der OSTI zeigt ein uneinheitliches Vorgehen und Interessenkonflikte von Zivilverwaltung, SS-Polizeiführung, Wehrmachtämtern und Rüstungsbetrieben auf. Ein Zusammenbruch des Unternehmens war schon Ende 1942 festgeschrieben durch Himmlers Zielvorgabe, alle Juden im Generalgouvernement zu beseitigen.
Es zeigte sich ein unüberbrückbarer Konflikt zwischen Reichssicherheitshauptamt (RSHA) und WVHA. Während Vertreter des WVHA die Arbeitskraft der jüdischen Opfer ausnutzen wollten, sahen die „Endlösungsfanatiker“ des Reichssicherheitshauptamtes ihr „Vernichtungswerk“ durch die Pläne des WVHA gefährdet. Im Fall der „Ostindustrie GmbH“ erhielt die Vernichtung der Juden den Vorrang vor der rücksichtslosen Ausbeutung der Arbeitskraft der Häftlinge.